# كوكب نباض

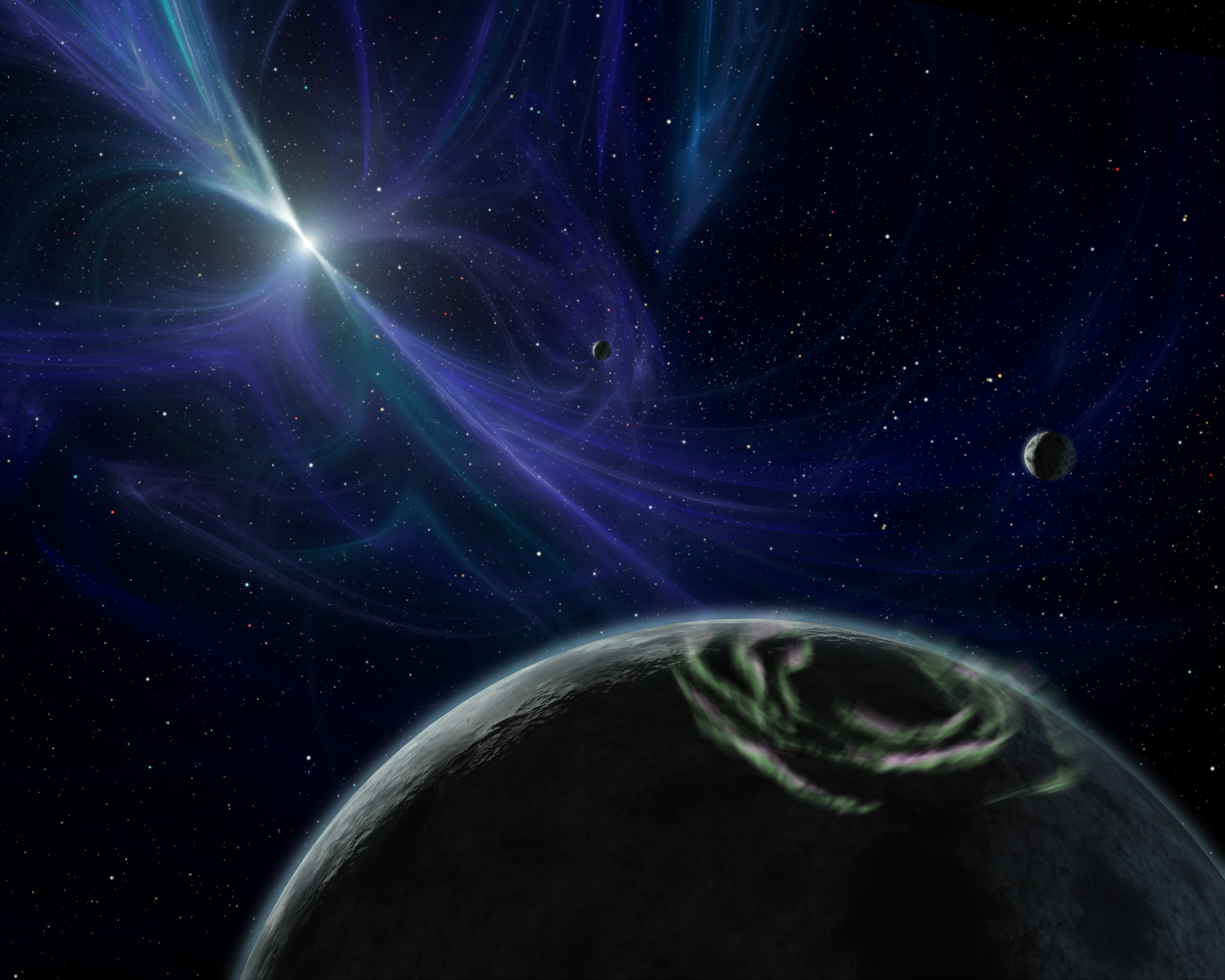

تُعرف الكواكب النباضة بأنها تلك الكواكب التي عثر عليها تدور حول النجوم النباضة، أو التي تتحرك في مسارات حول النجوم النيترونية. تم اكتشاف هذا النوع من الكواكب للمرة الأولى حول نباض ميللي ثانية وقد كان أول كوكب خارج المجموعة الشمسية الذي يتأكد اكتشافه.

## الكواكب النباضة
يتم اكتشاف الكواكب النباضة بالاستعانة بقياسات التوقيت النباض بغرض اكتشاف الزوايا الاختلافية في فترة النبض. فعند دوران أي جسم حول النباض تحدث تغييرات منتظمة في نبضه. ونظرًا لأن النباض عادة ما يدور بسرعة ثابتة تقريبًا، فمن السهولة بمكان الكشف عن أي تغير بالاستعانة بقياسات التوقيت الدقيقة. ولم يكن اكتشاف الكواكب النباضة متوقعًا على الإطلاق، وذلك لأن النجوم النباضة أو النيترونية مرت من قبل بمتجدد أعظم، وقد كان الاعتقاد الشائع أن مثل هذه النجوم يتم تدميرها في الانفجار.
وفي عام 1991، أعلن أندرو لين أن أول اكتشافات الكواكب النباضة قد حدث بالقرب من نباض 1829-10. ومع ذلك، فقد تم التراجع عن هذا الأمر لاحقًا، مباشرة قبل الإعلان عن أول اكتشاف حقيقي للكواكب النباضة.
وفي عام 1992، أعلن كل من ألكساندر ولزكان وديل فريل عن اكتشاف نظام كوكبي متعدد الكواكب حول نباض الميللي ثانية PSR 1257+12. وقد كان هذان أول كوكبين من الكواكب الخارجة عن المجموعة الشمسية يتم اكتشافهما، وأول الكواكب النباضة المكتشفة أيضًا. وقد خيم الشك على هذا الاكتشاف أيضًا نظرًا للتراجع عن اكتشاف الكوكب النباض السابق، ونظرًا لحالة الارتياب حول الكيفية التي من الممكن أن يكون من خلالها للنجوم النباضة كواكب. ومع ذلك، فقد ثبتت حقيقة وجود هذه الكواكب. ولاحقًا تم اكتشاف كوكبين إضافيين ذوي كتلة أقل باستخدام نفس الطريقة.
وبحلول عام 2000، اكتُشف أن نباض الميللي ثانية نباض B1620-26 لديه كوكب حول نجم ثنائي (نباض B1620-26 b) يدور حوله وحول رفيقه القزم الأبيض، WD B1620-26. وقد أعلن عن اكتشاف هذا الكوكب بوصفه الأقدم على الإطلاق، حيث قُدر عمره بما يناهز 12,6 مليار عام. ويشيع الاعتقاد حاليًا أن هذا الكوكب كان في الأصل WD B1620-26 قبل أن يصبح كوكبًا حول نجم ثنائي، وعلى الرغم من اكتشافه باستخدام طريقة التوقيت النباض، فإنه لم يتبع الطريق الذي كان من المعتقد أن كواكب نباض B1257+12 تسير خلاله.
وفي 2006، تبين أن النجم المغناطيسي 4U 0142+61، الذي يقع على بعد 13,000 سنة ضوئية من الأرض، لديه قرص كوكبي. وقد قام بهذا الاكتشاف فريق على رأسه ديبتو تشاكرباتري العالم بـمعهد ماساتشوستس للتقنية باستخدام مقراب سبيتزر الفضائي. ويُعتقد أن القرص قد تشكل من الحطام الغني بالمعادن الذي خلفه المتجدد الأعظم الذي شكل النجم النباض منذ 100,000 عام، كما أنه مشابه لما عُثر عليه حول النجوم التي تشبه الشمس، وهو ما يوحي بإمكانية تشكل الكواكب بطريقة مماثلة. ومن غير المحتمل ألا تكون الكواكب النباضة قد تطورت حياتها كما نعرفها نحن، بسبب المستويات المرتفعة من الإشعاعات المؤيِنة الصادرة عن النباض وندرة ضوئها المرئي.
وبحلول عام 2011، ظهرت نظرية تنص على أن الكوكب هو قلب بقايا نجم كان يدور حول نباض. فيدور حول نباض الميللي ثانية نباض J1719-1438، ويمثل مسارًا إلى حالة كوكبية بتبخر نجم ما. وتقدر كثافة هذا الكوكب بحوالي 23 مرة على الأقل ضعف كثافة الماء، ويبلغ قطره 55,000 كم، وتعادل كتلته كتلة كوكب المشترى، ويبلغ الدور المداري له ساعتين وعشر دقائق، على بعد 600,000 كم. ويعتقد أنه جوهر بلور الماس المتبقي من القزم الأبيض المتبخر، ويقدر وزنه بـ 1031 قيراط.1031 carat weight.
ولا يوجد حتى الآن سوى نوعين مشهورين من الكواكب النباضة. تشكلت كواكب نباض B1257+12 من حطام النجم الثنائي الذي اعتاد الدوران حول النباض. في النباض J1719-1438، من المرجح أن يكون الكوكب ثنائيًا، أو ما تبقى منه بعد أن نُسف بالكامل بسبب الإشعاعات القوية الصادرة عن النباض القريب.

## قائمة بالكواكب النباضة

### الكواكب المؤكدة
| نباض         | جسم كوكبي      | الكتلة   | نصف المحور الرئيسي (وحدة فلكية) | دور مداري           | عام الاكتشاف |
| ------------ | -------------- | -------- | ------------------------------- | ------------------- | ------------ |
| PSR B1620-26 | PSR B1620-26 b | 2.5 MJ   | 23                              | 100 عام             | 2003         |
| PSR B1257+12 | PSR B1257+12 A | 0.020 M⊕ | 0.19                            | 25.262±0.003 يومًا   | 1994         |
| PSR B1257+12 | PSR B1257+12 B | 4.3 M⊕   | 0.36                            | 66.5419±0.0001 يومًا | 1992         |
| PSR B1257+12 | PSR B1257+12 C | 3.90 M⊕  | 0.46                            | 98.2114±0.0002 يومًا | 1992         |

### الكواكب المرشحة
| نباض           | جسم كوكبي        | الكتلة | نصف المحور الرئيسي (وحدة فلكية) | دور مداري         | عام الإعلان   |
| -------------- | ---------------- | ------ | ------------------------------- | ----------------- | ------------- |
| PSR J1719-1438 | PSR J1719-1438 b | ~1 MJ  | 0.0004                          | 2.176951032 ساعات | 25 أغسطس 2011 |

#### الكواكب المشكوك بأمرها
| نباض         | جسم كوكبي      | الكتلة | نصف المحور الرئيسي (وحدة فلكية) | دور مداري          | أعلن عنها |
| ------------ | -------------- | ------ | ------------------------------- | ------------------ | --------- |
| جيمنجا       | جيمنجا بي      | 1.7 M⊕ | 3.3                             | 5.1 عام            | 1997      |
| PSR B0329+54 | PSR B0329+54 A | 0.3 M⊕ | 2.3                             | 1205.358±0.003 يوم | 1979      |
| PSR B0329+54 | PSR B0329+54 B | 2.2 M⊕ | 7.3                             | 61728.94±0.003 يوم | 1979      |
| PSR B1828-10 | PSR B1828-10 A | 3 M⊕   | 0.93                            | 384.3649 يوم       | 1992      |
| PSR B1828-10 | PSR B182810- B | 12 M⊕  | 1.32                            | 493.077375 يوم     | 1992      |
| PSR B1828-10 | PSR B1828-10 C | 8 M⊕   | ?                               | ?                  | 1992      |

### الأقراص الكوكبية
| نباض       | قرص كوكبي           | عام الاكتشاف |
| ---------- | ------------------- | ------------ |
| 4U 0142+61 | 4U 0142+61 من القرص | 2006         |

### الكواكب التي لم يثبت وجودها
| نباض         | كوكب           | الكتلة    |
| ------------ | -------------- | --------- |
| PSR 1829-10  | PSR 1829-10 A  | 10 ME     |
| PSR B1257+12 | PSR B1257+12 D | 0.0004 M⊕ |